# Castelo de Messejana
O Castelo de Messejana é um monumento militar situado na vila e na freguesia de Messejana, no Município de Aljustrel, na região do Alentejo, em Portugal. Situa-se numa colina a norte da povoação, nas imediações da Igreja Matriz de Nossa Senhora dos Remédios.
Foi provavelmente construído durante a época muçulmana e reconquistado em 1235. Pertenceu à Ordem de Santiago até ao século XVI, tendo depois sido abandonado e utilizado como pedreira pelas populações, chegando a um avançado estado de ruína. Da antiga estrutura restou apenas uma torre, muito arruinada, e socalcos no terreno, que provavelmente seriam parte das muralhas.
Apesar da sua condição de ruína, o Castelo de Messejana é considerado como um importante monumento da freguesia, devido ao seu significado histórico.

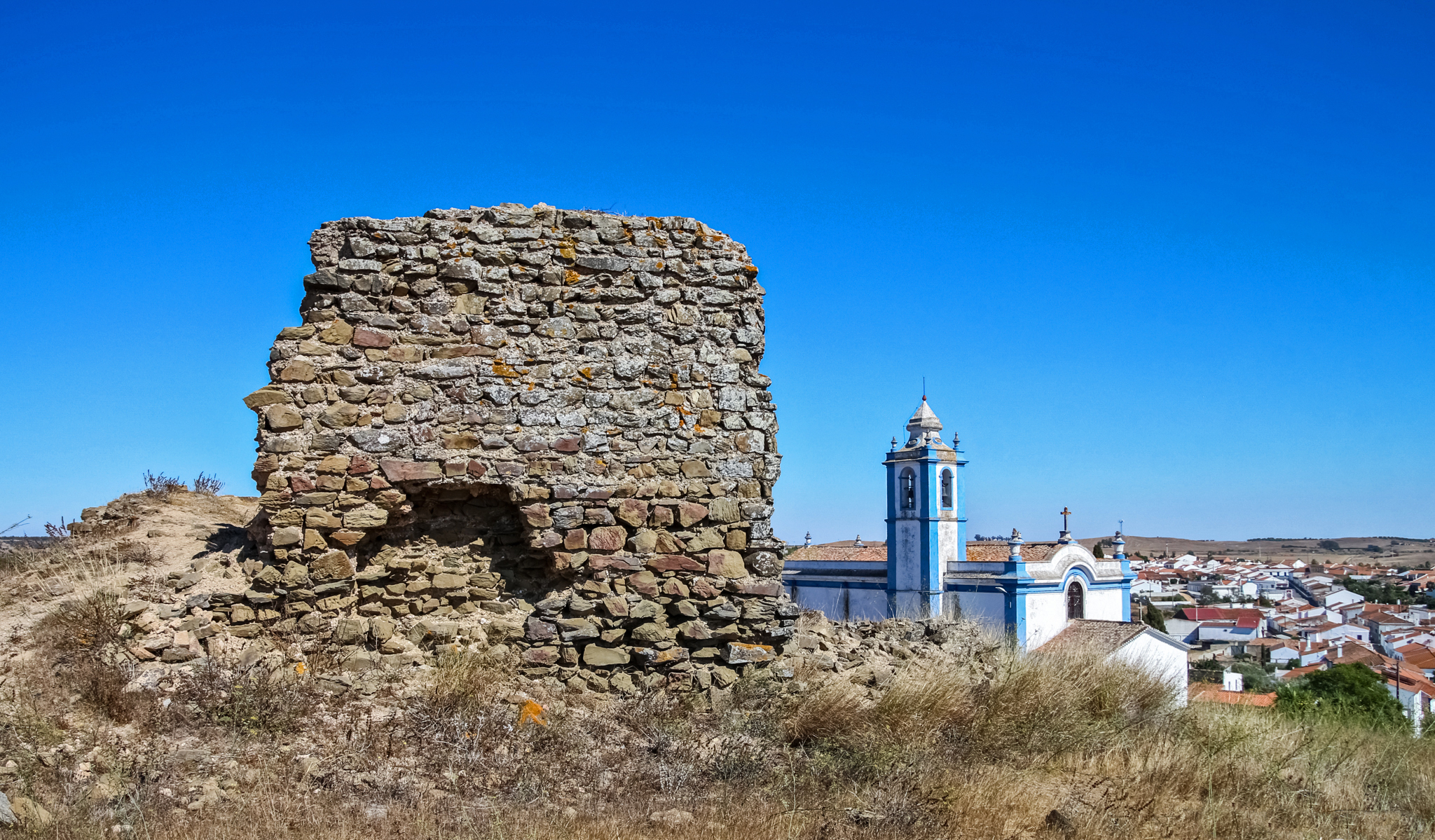
Ruínas do castelo em Agosto de 2022, sendo visível a igreja matriz no lado direito

## Descrição
O principal vestígio sobrevivente do castelo é um edifício em ruínas, que provavelmente tinha planta de forma rectangular, restando apenas três panos de muralhas. Consistiu provavelmente numa torre de vigia, implantada numa plataforma artificial, onde se encontram duas filas de socalcos, que poderão ser restos de muralhas. Segundo um artigo escrito pelo arqueólogo Abel Viana em 1958 para o Arquivo de Beja, citado pelo padre João Rodrigues Lobato, do castelo apenas restava a base de uma torre, que poderia ter sido a de menagem. Um outro possível vestígio do castelo consiste em sete silhares de mármore encontrados nas traseiras de uma casa, oriundos de São Brissos, que têm marcas de canteiro, e que pertenciam a um cunhal.
Situa-se no alto de uma colina, no ponto mais elevado da vila, num local isolado e de ambiência rural, nas imediações da vila, no sentido Norte. Nas proximidades situa-se um outro importante monumento de Messejana, a Igreja Matriz. A torre teria possivelmente uma planta semelhante à torre de menagem que foi identificada no espaço do antigo Castelo de Aljustrel, podendo ambas ter sido construídas como parte de um programa militar da Ordem de Santiago, após a reconquista cristã. Os materiais utilizados são paramentos de alvenaria formada por xisto e arenito, com uma argamassa em cal e areia. O castelo seria possivelmente no estilo gótico.

## História
O local onde se encontra o castelo foi habitado desde a pré-história, tendo sido encontrado um monumento megalítico nas proximidades, com vestígios de enterramentos do Calcolítico e da Idade do Ferro. Junto à igreja paroquial foi identificada uma necrópole romana, e uma ponte e outros vestígios do período romano foram encontrados nas imediações do Convento de São Francisco, a Norte do castelo. Na zona do Perobeco, a Nordeste da vila de Messejana, foram descobertas ruínas de edifícios romanos,
Messejana continuou a ser ocupada durante a época visigótica, uma vez que na freguesia foram descobertas várias estelas daquele período, e que são de especial interesse por serem alguns dos poucos vestígios visigóticos no concelho, em conjunto com uma sepultura na Herdade da Mancoca.
Sabe-se que a localidade de Messejana existia pelo menos desde o período islâmico, uma vez que o seu nome vem do termo arábico masjanâ, que significa cárcere ou prisão. Foram igualmente descobertos vários vestígios daquela época, como moedas, ruínas de silos, e uma lápide sepulcral. Algumas destas moedas terão sido encontradas no interior do castelo, merecendo especial destaque uma em ouro, que tem no reverso os nomes dos líderes muçulmanos almorávidas ibne Uazir e Ixaque ibne Ali. Esta peça foi de grande interesse histórico, por ter sido provavelmente a primeira moeda de ouro cunhada por ibne Uazir a ser descoberta, tendo sido fabricada entre 540 AH a 541 AH, o que corresponde aos primeiros oito a nove meses do ano cristão de 1146. Demonstra igualmente a sua ligação ao último emir almorávida, Ixaque ibne Ali, revelando novas informações sobre a figura de ibne Uazir, incluindo os seus ideais de independência e a sua capacidade como diplomata. O seu valor era provavelmente de um quarto de Dinar, algo de pouco usual entre os almorávidas, que raramente cunhavam submúltiplos dos dinares, testemunhando a problemática situação financeira e política da época em que foi fabricada. As outras moedas encontradas no castelo são em prata, e pertencem igualmente ao período almorávida. A cerca de meio quilómetro de distância do castelo, no local do Poço do Ouro, foram descobertas as ruínas de um possível casal rústico islâmico, cujos habitantes seriam provavelmente protegidos pela estrutura militar, e que poderá ter sido ocupado desde meados do século XI até à reconquista.
Messejana terá sido reconquistada em 1235, pelas forças do rei Sancho II, um ano após a tomada do Castelo de Aljustrel, em 1234. Foi elevada a concelho durante o reinado de D. Dinis (1279-1325), sendo a fundação do castelo atribuída igualmente àquele monarca, nos finais do século XIII. Segundo uma lápide encontrada em Messejana, o castelo foi edificado pelo mestre Pero Soudo. A inscrição foi interpretada como «E M CCC XXVI ANIIS INFINE M DII PO SOUDO ME FEZ» («Era de 1326 anos, final do sétimo mês, Pêro Soudo me fez»). Esta data ainda utiliza a Era hispânica, sendo portanto correspondente ao ano de 1288 na Era de Cristo, sendo portanto ainda durante o reinado de D. Dinis. Abel Viana refere que a lápide poderá ter assinalado a reconstrução do castelo ou da torre de menagem, e estaria encaixada no arco de uma porta de forma ogival. Avançou igualmente a teoria de que poderia ter reutilizado grandes pedras lavradas de origem romana.
Segundo Soares Victor, o castelo esteve integrado na Ordem de Santiago até ao reinado de João III, que o entregou ao nobre D. João da Silva, sexto senhor de Vagos, que ficou para a história com o cognome de Grande Regedor. Este não foi o único monumento ligado à família dos Silvas em Messejana, uma vez que D. Lourenço da Silva, que faleceu em Alcácer-Quibir, em 1570 fundou o Convento Franciscano e a Igreja da Misericórdia. Posteriormente, o castelo foi abandonado e utilizado pelas populações como pedreira, tendo desaparecido quase totalmente.
Soares Victor refere no seu artigo Algumas notas historicas sobre Messejana, publicado na obra Album Alentejano, em 1931, que «ainda se vêem um planalto artificial ou explanada com restos de muralhas circundantes e uma torre de sete metros de altura com seteiras; posto que bastante danificado este monumento historico é, no seu genero, o unico testemunho medieval em toda a região.». O padre João Rodrigues Lobato, na sua obra Aljustrel Monografia, editada em 1983, a refere que os terrenos onde se situavam o castelo eram propriedade particular, motivo pelo qual as autoridades não se tinham mostrado interessadas em preservar as ruínas.
Em Março de 2016, a directora Regional de Cultura do Alentejo, Ana Paula Amendoeira, esteve em Messejana como parte de um percurso pelo concelho de Aljustrel, tendo visitado a Ermida de Nossa Senhora da Assunção, a Igreja Matriz e as ruínas do castelo. Foi acompanhada pela Presidente da Junta de Freguesia, Ercília Diogo, com a finalidade de debater o enquadramento e a possibilidade para a realização de obras de restauro deste monumentos. Em 2017, a  Junta de Freguesia de Messejana, com o apoio técnico da Câmara Municipal de Aljustrel, fez uma candidatura ao plano da Renovação de Aldeias, no contexto do Programa de Desenvolvimento Rural 2020, no sentido de requalificar a torre do castelo. Esta candidatura atingiu um valor aproximado de 60 mil Euros, e pretendia a reabilitação e valorização do imóvel, no sentido de o preservar como monumento histórico e turístico, e ao mesmo tempo utilizar a sua área como miradouro e local de eventos. Neste sentido, iriam ser igualmente melhorados os acessos, e estava prevista a realização de um levantamento arqueológico e de um inventário sobre os vestígios edificados do castelo, antes de se iniciarem as obras de consolidação dos terrenos e de restauro da torre.

## Leitura recomendada
- ALARCÃO, Jorge de (1988). Roman Portugal: Évora, Lagos, Faro (em inglês). 3. Warminster: Aris & Phillips: [s.n.]
- CALISTO, Judite; FERRER, Jayme (1992). «Vila de Messejana: Salvaguarda e valorização». Vipasca. Aljustrel. p. 105-112
- DIAS, Maria da Graça (1992). «Memória descritiva do Convento de Nosa Senhora da Piedade dos religiosos de São Francisco da vila de Messejana». Vipasca (1). Aljustrel. p. 81-90
- LOBATO, João Rodrigues (1983). Aljustrel: Monografia. 2 Volumes. Aljustrel: Câmara Municipal de Aljustrel
- MAIA, Manuel Maria da Fonseca Andrade (1978). «Fortalezas romanas do Sul de Portugal». Zephyrus. Salamanca. p. 279-285